# The Fat Boys
The Fat Boys (vormals The Disco Three) waren eine US-amerikanische Hip-Hop-Formation aus Brooklyn (New York, NY) aus den 1980er-Jahren.

## Geschichte
Die Bandmitglieder Robinson, Morales und Wimbley kannten sich schon in frühester Jugend, da sie zusammen in Brooklyn aufwuchsen. Zunächst traten sie unter dem Namen The Disco Three auf. Robinson, „The Human Beatbox“ genannt, war einer der Pioniere auf dem Gebiet des Beatboxings. 1983 nahmen sie an einem unter anderem von Coca-Cola veranstalteten Band-Wettbewerb teil und gewannen – nicht zuletzt durch das damals noch recht unbekannte „menschliche Schlagzeug“ – aus einem Teilnehmerfeld von 500 Bands den ersten Preis, der mit einem Plattenvertrag dotiert war.
Nach der Debüt-Single Reality änderten sie 1984 ihren Bandnamen in The Fat Boys, der angeblich durch Charles Stettler, den damaligen Manager der Gruppe, geprägt wurde. Dieser hatte sich über die Essgewohnheiten des Trios während einer Tour durch Europa amüsiert. Zudem brachte der Name sehr gut zum Ausdruck, dass die drei Bandmitglieder stark übergewichtig waren. Unter ihrem neuen Namen arbeitete die Gruppe mit Kurtis Blow zusammen, der für sie komponierte und produzierte. Ihr Debütalbum The Fat Boys brachte sie auf Platz 48 der Billboard-Albumcharts. Im selben Jahr spielten sie ihre ersten Filmrollen in Cry of the City. In den nächsten beiden Jahren veröffentlichten die Fat Boys zwei weitere Alben, die sich ebenfalls in den Billboard Charts platzieren konnten. Es folgten weitere kleine Rollen im Filmgeschäft, darunter ein Auftritt in der Fernsehserie Miami Vice.
Anders als viele andere Bands des Genre versuchten die Fat Boys nie, sich als Gangster zu positionieren oder auf die Beleidigungen anderer Gruppen mit eigenen einzugehen. Ein großer Teil ihrer Texte beschäftigt sich mit Essen, Partys sowie mit dem weiblichen Geschlecht. Damit nehmen die Fat Boys eine Ausnahmestellung in Rap und Hip-Hop ein, denn nur wenige andere Künstler positionierten sich so freundlich und friedfertig.
Bei dem 1987er Album Crushin’ arbeiteten die Fat Boys mit den Beach Boys zusammen. Der gemeinsame Titel Wipeout, eine Coverversion des 1963er Hits der Surf-Rock-Band The Surfaris, erreichte Platz zwölf in den Billboard Hot 100 sowie Rang zwei in Großbritannien. Das Album konnte sich auf Platz 8 der Billboard 200 platzieren und wurde das erfolgreichste der Band. Im selben Jahr spielten sie ihre ersten Hauptrollen in der Komödie Das Chaoten-Team. Für diesen Film nahmen sie eine eigene Version des Beatles-Titels Baby You’re a Rich Man auf.
Aus dem anschließenden Album wurde The Twist (Yo, Twist) ausgekoppelt, eine neue Version des Liedes The Twist, die zusammen mit dem Originalinterpreten Chubby Checker aufgenommen wurde. Mit diesem belegten sie in Deutschland und der Schweiz Platz eins. Zudem traten die Fat Boys zusammen mit Chubby Checker neben zahlreichen anderen Weltstars der Musikszene auf einem Festival anlässlich Nelson Mandelas siebzigsten Geburtstags im Wembley-Stadion auf.
1989 geriet die Karriere der Band ins Stocken. Ihr sechstes Album binnen sechs Jahren konnte sich gerade noch auf Platz 175 der Charts behaupten. Mark Morales verließ daraufhin die Band, um als Solokünstler und Produzent zu arbeiten. Das verbliebene Duo trennte sich von dem Manager Stettler, wechselte die Plattenfirma und nahm noch ein letztes Album, Mack Daddy auf. Als auch dieses floppte, war das Ende der Fat Boys besiegelt. 1992 wirkte Wimbley auf dem Soloalbum von Morales als Gastmusiker mit. Eine Wiedervereinigung des Trios wurde in der Folgezeit von den ehemaligen Bandmitgliedern nicht ausgeschlossen. Im Dezember 1995 starb Darren Robinson in New York an einem Herzinfarkt. Er war erst 28 Jahre alt, wog zum Zeitpunkt seines Todes allerdings über 200 Kilogramm.

## Diskografie

### Alben
| Jahr | Titel                  | Höchstplatzierung, Gesamtwochen/‑monate, AuszeichnungChartplatzierungen (Jahr, Titel, Platzierungen, Wochen/Monate, Auszeichnungen, Anmerkungen) | Höchstplatzierung, Gesamtwochen/‑monate, AuszeichnungChartplatzierungen (Jahr, Titel, Platzierungen, Wochen/Monate, Auszeichnungen, Anmerkungen) | Höchstplatzierung, Gesamtwochen/‑monate, AuszeichnungChartplatzierungen (Jahr, Titel, Platzierungen, Wochen/Monate, Auszeichnungen, Anmerkungen) | Höchstplatzierung, Gesamtwochen/‑monate, AuszeichnungChartplatzierungen (Jahr, Titel, Platzierungen, Wochen/Monate, Auszeichnungen, Anmerkungen) | Höchstplatzierung, Gesamtwochen/‑monate, AuszeichnungChartplatzierungen (Jahr, Titel, Platzierungen, Wochen/Monate, Auszeichnungen, Anmerkungen) | Höchstplatzierung, Gesamtwochen/‑monate, AuszeichnungChartplatzierungen (Jahr, Titel, Platzierungen, Wochen/Monate, Auszeichnungen, Anmerkungen) | Anmerkungen |
| Jahr | Titel                  | DE | AT | CH | UK | US | R&B | Anmerkungen |
| ---- | ---------------------- | --- | --- | --- | --- | --- | --- | --- |
| 1984 | Fat Boys               | — | — | — | — | US48 Gold · (40 Wo.)US | R&B6 (42 Wo.)R&B | Erstveröffentlichung: Dezember 1984 Produzent: Kurtis Blow |
| 1985 | The Fat Boys Are Back  | — | — | — | — | US63 Gold · (33 Wo.)US | R&B11 (36 Wo.)R&B | Erstveröffentlichung: Juli 1985 Produzent: Kurtis Blow |
| 1986 | Big and Beautiful      | — | — | — | — | US62 (19 Wo.)US | R&B10 (22 Wo.)R&B | Erstveröffentlichung: Mai 1986 Produzenten: Dave Ogrin, Fresh Gordon, The Latin Rascals, Mark Morales, Damon Wimbley, Darren Robinson                                                                              |
| 1987 | Crushin’               | — | — | — | UK49 (4 Wo.)UK | US8 Platin · (49 Wo.)US | R&B4 (35 Wo.)R&B | Erstveröffentlichung: Juni 1987 Produzenten: Gary Rottger, Fat Boys, The Latin Rascals |
| 1988 | Coming Back Hard Again | DE11 (13 Wo.)DE | AT22 (1½ Mt.)AT | CH18 (5 Wo.)CH | UK98 (1 Wo.)UK | US33 Gold · (24 Wo.)US | R&B30 (214 Wo.)R&B | Erstveröffentlichung: Juni 1988 Produzenten: Albert Cabrera, Tony Moran, Eddison Electrik, Van Gibbs, Gary Rottger, Damon Wimbley, Darren Robinson, Steve Linsley, Chris Richards, The Indiana Crew, Tony Bongiovi |
| 1989 | On and On              | — | — | — | — | US175 (3 Wo.)US | R&B52 (8 Wo.)R&B | Erstveröffentlichung: Oktober 1989 Produzenten: Franklyn Grant, Sonny Ochiai, Albert Cabrera, Mark Rooney, Mark Morales, Darren Robinson, Cliff Branch                                                             |
| 1991 | Mack Daddy             | — | — | — | — | — | R&B89 (5 Wo.)R&B | Erstveröffentlichung: Dezember 1991 als Hefty Fat Boys Posse (ohne Prince Markie D) Produzenten: Buff Love, Shawn’s the Beat                                                                                       |

### Kompilationen
| Jahr | Titel                     | Höchstplatzierung, Gesamtwochen, AuszeichnungChartplatzierungen (Jahr, Titel, Platzierungen, Wochen, Auszeichnungen, Anmerkungen) | Höchstplatzierung, Gesamtwochen, AuszeichnungChartplatzierungen (Jahr, Titel, Platzierungen, Wochen, Auszeichnungen, Anmerkungen) | Höchstplatzierung, Gesamtwochen, AuszeichnungChartplatzierungen (Jahr, Titel, Platzierungen, Wochen, Auszeichnungen, Anmerkungen) | Höchstplatzierung, Gesamtwochen, AuszeichnungChartplatzierungen (Jahr, Titel, Platzierungen, Wochen, Auszeichnungen, Anmerkungen) | Höchstplatzierung, Gesamtwochen, AuszeichnungChartplatzierungen (Jahr, Titel, Platzierungen, Wochen, Auszeichnungen, Anmerkungen) | Höchstplatzierung, Gesamtwochen, AuszeichnungChartplatzierungen (Jahr, Titel, Platzierungen, Wochen, Auszeichnungen, Anmerkungen) | Anmerkungen                          |
| Jahr | Titel                     | DE | AT | CH | UK | US | R&B | Anmerkungen                          |
| ---- | ------------------------- | --- | --- | --- | --- | --- | --- | ------------------------------------ |
| 1987 | Best Part of the Fat Boys | — | — | — | — | US108 (10 Wo.)US | — | Erstveröffentlichung: September 1987 |

Weitere Kompilationen
- 1988: Krush on You
- 1988: Greatest Hits
- 1997: All Meat No Filler
- 2009: Fat Boys on Rewind

### Singles
| Jahr | Titel Album                                     | Höchstplatzierung, Gesamtwochen/‑monate, AuszeichnungChartplatzierungen (Jahr, Titel, Album, Platzierungen, Wochen/Monate, Auszeichnungen, Anmerkungen) | Höchstplatzierung, Gesamtwochen/‑monate, AuszeichnungChartplatzierungen (Jahr, Titel, Album, Platzierungen, Wochen/Monate, Auszeichnungen, Anmerkungen) | Höchstplatzierung, Gesamtwochen/‑monate, AuszeichnungChartplatzierungen (Jahr, Titel, Album, Platzierungen, Wochen/Monate, Auszeichnungen, Anmerkungen) | Höchstplatzierung, Gesamtwochen/‑monate, AuszeichnungChartplatzierungen (Jahr, Titel, Album, Platzierungen, Wochen/Monate, Auszeichnungen, Anmerkungen) | Höchstplatzierung, Gesamtwochen/‑monate, AuszeichnungChartplatzierungen (Jahr, Titel, Album, Platzierungen, Wochen/Monate, Auszeichnungen, Anmerkungen) | Höchstplatzierung, Gesamtwochen/‑monate, AuszeichnungChartplatzierungen (Jahr, Titel, Album, Platzierungen, Wochen/Monate, Auszeichnungen, Anmerkungen) | Anmerkungen |
| Jahr | Titel Album                                     | DE | AT | CH | UK | US | R&B | Anmerkungen |
| ---- | ----------------------------------------------- | --- | --- | --- | --- | --- | --- | --- |
| 1984 | Fat Boys / Human Beat Box Fat Boys              | — | — | — | — | — | R&B65 (11 Wo.)R&B | Erstveröffentlichung: Juni 1984; ls Disco 3 Autoren: Damon Wimbley, Kurtis Blow, Mark Morales, Ron Dean Miller, William Waring                                                                               |
| 1984 | Jail House Rap Fat Boys                         | — | — | — | — | US63 (4 Wo.)US | R&B17 (19 Wo.)R&B | Erstveröffentlichung: September 1984 Autoren: Damon Wimbley, Darren Robinson, David Reeves, Kurtis Blow, Larry Smith, Mark Morales, Sal Abbatiello                                                           |
| 1985 | Can You Feel It Fat Boys                        | — | — | — | — | — | R&B38 (10 Wo.)R&B | Erstveröffentlichung: Januar 1985 Autoren: Damon Wimbley, Darren Robinson, Dave Ogrin, Kurtis Blow, Mark Morales                                                                                             |
| 1985 | The Fat Boys Are Back                           | — | — | — | — | — | R&B27 (13 Wo.)R&B | Erstveröffentlichung: Juni 1985 Autoren: Damon Wimbley, Darren Robinson, Kurtis Blow, Mark Morales |
| 1985 | Hard Core Reggae The Fat Boys Are Back          | — | — | — | — | — | R&B52 (7 Wo.)R&B | Erstveröffentlichung: September 1985 Autoren: Damon Wimbley, Darren Robinson, David Reeves, Kurtis Blow, Mark Morales                                                                                        |
| 1985 | Don’t Be Stupid The Fat Boys Are Back           | — | — | — | — | — | R&B62 (10 Wo.)R&B | Erstveröffentlichung: November 1985 Autor: Kurtis Blow |
| 1986 | Sex Machine Big & Beautiful                     | — | — | — | — | — | R&B23 (13 Wo.)R&B | Erstveröffentlichung: April 1986 Musik: Bobby Byrd, James Brown, Ron Lenhoff Text: Damon Wimbley, Darren Robinson, Mark Morales Original: James Brown, 1976                                                  |
| 1986 | In the House Big & Beautiful                    | — | — | — | — | — | R&B51 (9 Wo.)R&B | Erstveröffentlichung: Juli 1986 Autoren: Gordon Pickett, Mark Morales |
| 1987 | Falling in Love Crushin’                        | — | — | — | — | — | R&B16 (13 Wo.)R&B | Erstveröffentlichung: Mai 1987 Autoren: Damon Wimbley, Darren Robinson, Mark Morales, Eddison Sainsbury, Steve Linsley                                                                                       |
| 1987 | Wipeout! Crushin’                               | DE30 (8 Wo.)DE | — | — | UK2 Silber · (13 Wo.)UK | US12 (19 Wo.)US | R&B10 (14 Wo.)R&B | Erstveröffentlichung: Dezember 1986 mit The Beach Boys Autoren und Original: The Surfaris, 1963 |
| 1988 | The Twist (Yo, Twist) Coming Back Hard Again    | DE1 Gold · (19 Wo.)DE | AT5 (3½ Mt.)AT | CH1 (13 Wo.)CH | UK2 (11 Wo.)UK | US16 (15 Wo.)US | R&B14 (8 Wo.)R&B | Erstveröffentlichung: Januar 1988; mit Chubby Checker Text: Damon Wimbley, Jim „Jimbo“ Glenn Autor und Original: Hank Ballard, 1959; basiert auf What’cha Gonna Do? von Clyde McPhatter & The Drifters, 1955 |
| 1988 | Are You Ready for Freddy Coming Back Hard Again | — | — | — | — | US83 (3 Wo.)US | R&B93 (3 Wo.)R&B | Erstveröffentlichung: September 1988; feat. The Voice of Freddy Krueger aus Nightmare on Elm Street 4 Autoren: M. Wells, Chris Richards, M. Anderson, Giovanni, K. Thomas, P. Klein                          |
| 1988 | Louie Louie –                                   | DE45 (8 Wo.)DE | — | — | UK46 (4 Wo.)UK | US89 (3 Wo.)US | — | Erstveröffentlichung: Oktober 1988 Autor: Richard Berry Original: Richard Berry and the Pharaohs, 1957 |
| 1989 | Lie-Z On And On                                 | — | — | — | — | — | R&B81 (4 Wo.)R&B | Erstveröffentlichung: September 1989 Autoren: Damon Wimbley, Darren Robinson, Franklyn Grant |
| 1989 | Just Loungin’ On And On                         | — | — | — | — | — | R&B86 (6 Wo.)R&B | Erstveröffentlichung: November 1989 Autoren: Damon Wimbley, Mark Rooney, Mark Morales |

Weitere Singles
- 1983: Reality (als Disco 3)
- 1985: All You Can Eat
- 1985: Chillin’ with the Refrigerator
- 1986: Big and Beautiful
- 1987: Rock Ruling / Hell No!
- 1988: Baby, You’re a Rich Man
- 1989: If it Ain’t One Thing It’s Anuddah
- 1991: Whip It on Me
- 1991: Fly Car
- 2013: All You Can Eat (nur Vinyl, limitiert)

## Filmografie
- 1985: Krush Groove
- 1986: Nächte der Sieger (Knights of the City)
- 1987: Das Chaoten-Team (Disorderlies)